# Исторический музей (Бургас)
Исторический музей (болг. Исторически музей) — государственный музей, который находится в центральной части города Бургас
Расположен в трехэтажном особняке греческого купца Иоанидиса 1901 года постройки.

## История

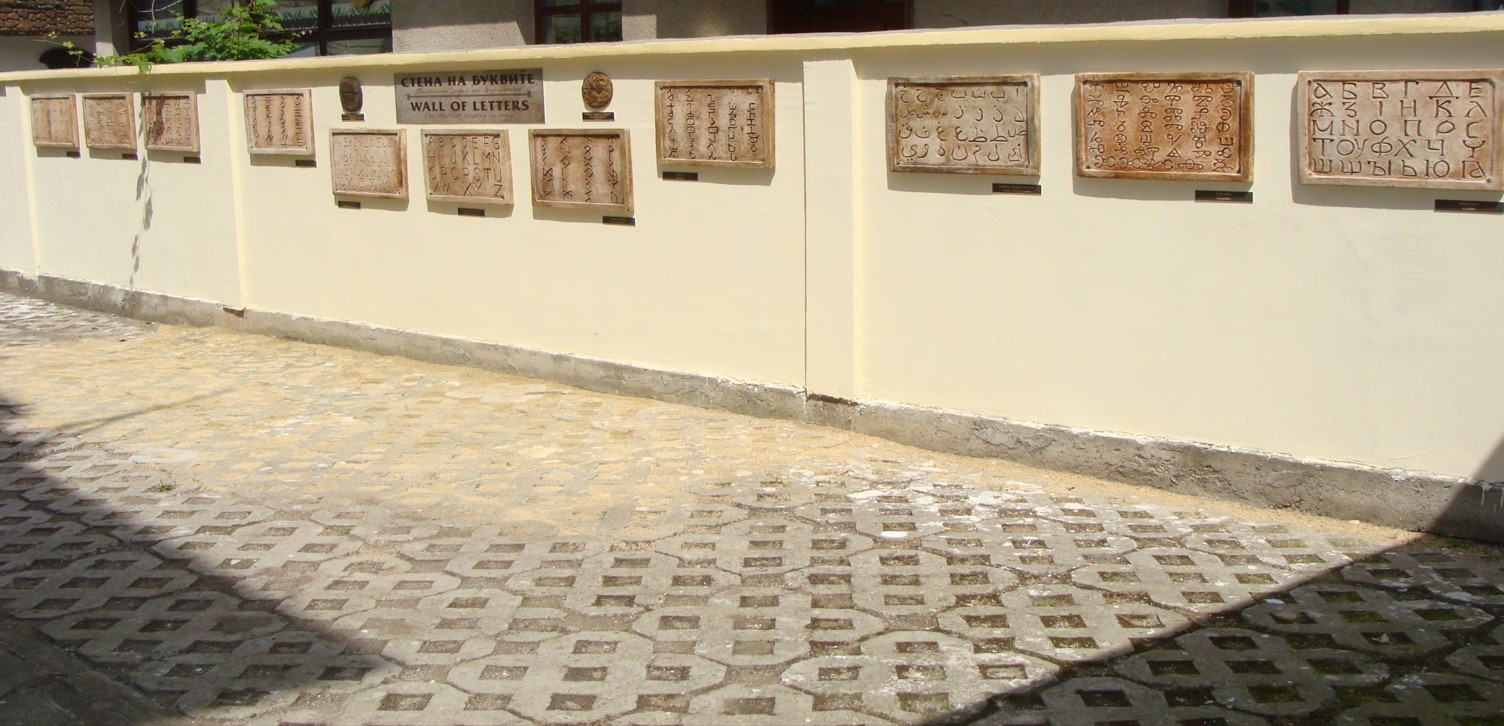
"Стена букв"

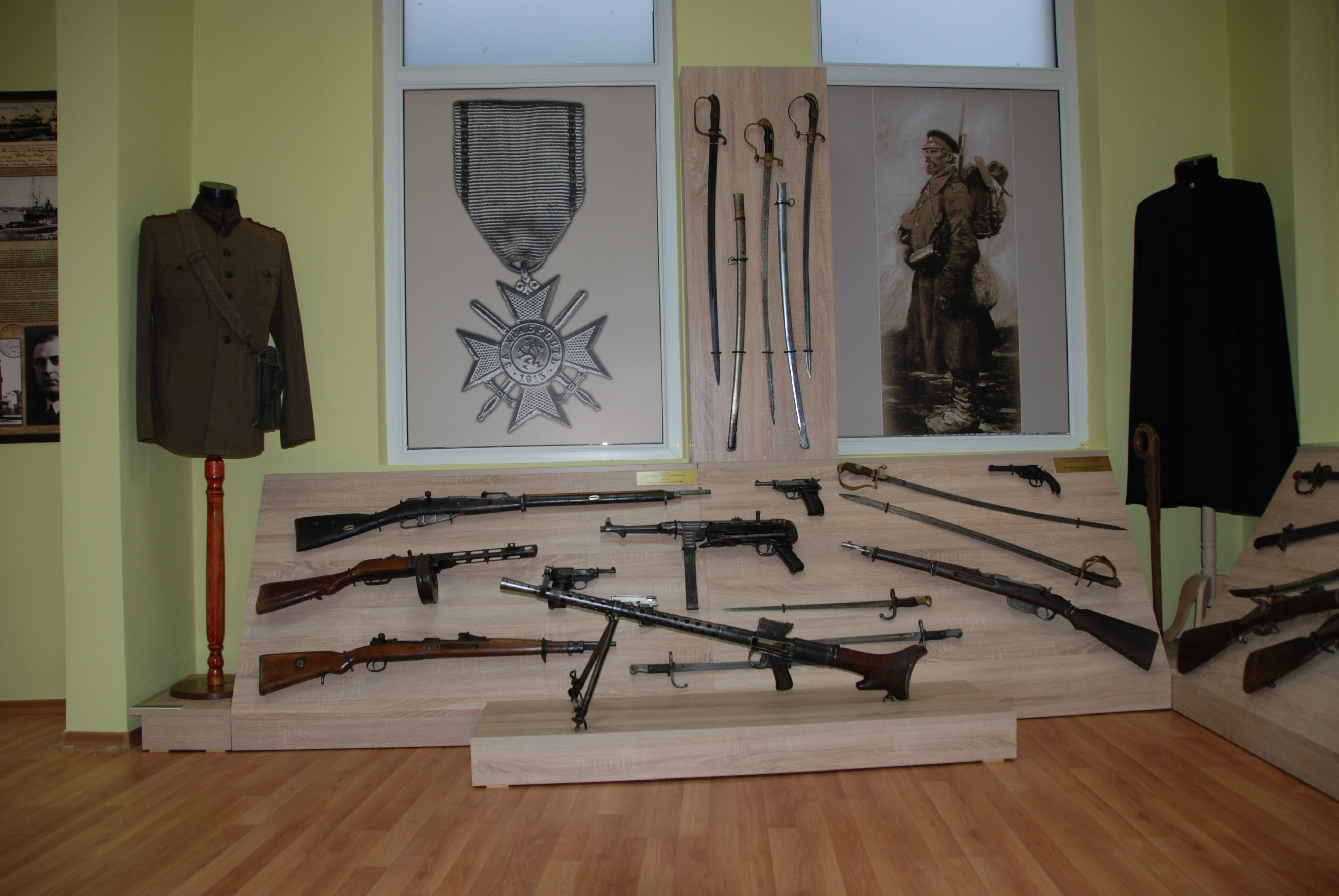
экспозиция стрелкового оружия

Музей был открыт в 1981 году и представляет политическую, культурную и экономическую историю города с древних времен до наших дней.
В одном из залов музея находится экспозиция, посвящённая истории 24-го Бургасского пехотного полка.
Во внутреннем дворе музея находится "Стена букв", которая представляет 11 древних письменных систем мира: клинопись, древнеегипетские иероглифы, индийское слоговое письмо "брахми", китайские иероглифы, финикийское письмо, греческий алфавит, латинский алфавит, руны, арабское письмо, глаголицу и кириллицу.